# Hagiothérapie

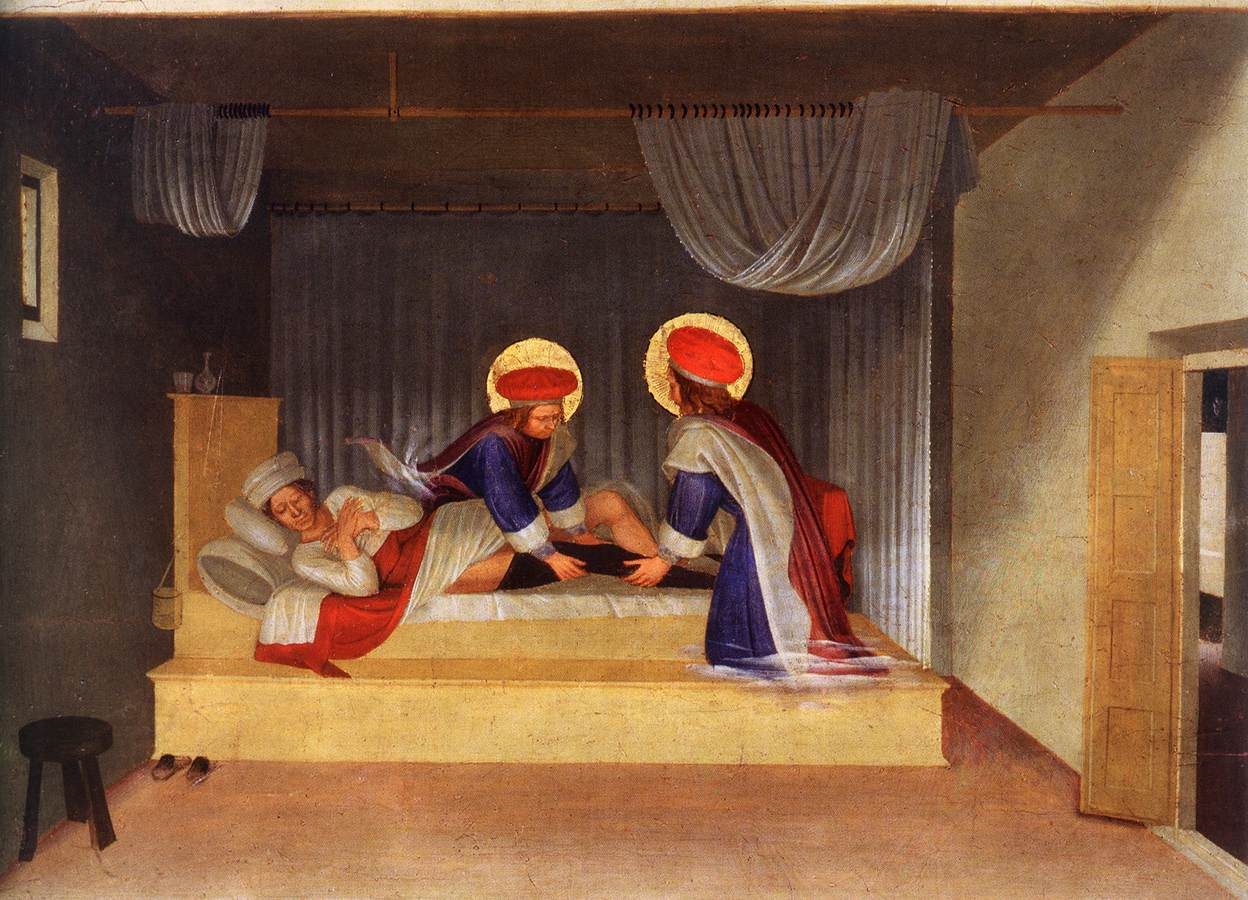
Atteint de gangrène à une jambe, Justinien, le sacristain de la basilique Santi Cosma e Damiano, est amputé. Il fait appel au pouvoir hagiothérapique des saints guérisseurs Côme et Damien, patrons des chirurgiens, qui lui greffent une jambe prélevée sur le cadavre d'un Éthiopien tout juste enseveli (La guérison du diacre Justinien, Fra Angelico, 1438-1440).

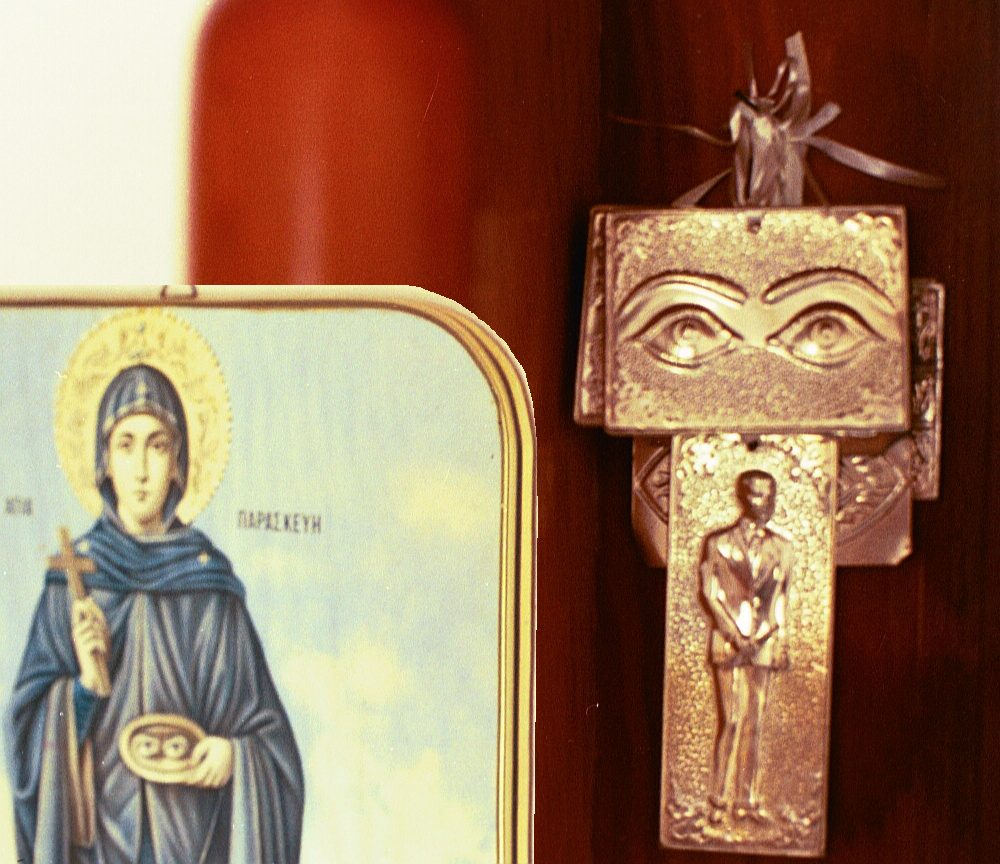
Un aveugle offrant à l'icône de sainte Parascève une plaque votive sur laquelle sont figurés des yeux, représentant une guérison de cécité.

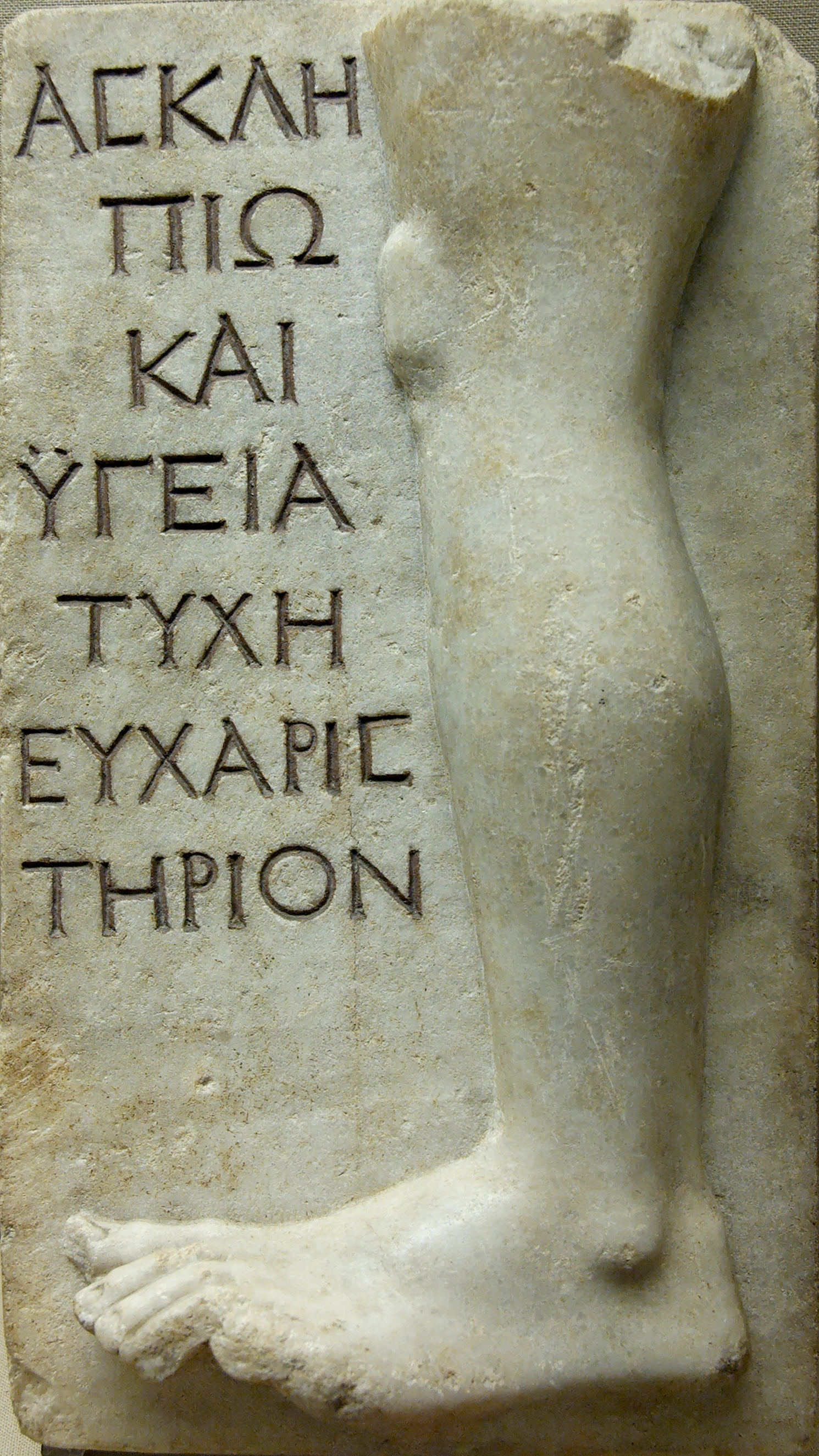
Tablette votive offerte à Asclépios pour la guérison d'une jambe malade, vers 100-200 ap. J.-C.

L’hagiothérapie (du grec ancien ἅγιος / hágios, « saint » et θεραπεία / therapeía, « cure ») est l'intercession de dieux ou de saints guérisseurs pour obtenir la guérison d'une maladie. Cette pratique rituelle comprend des pèlerinages thérapeutiques qui s'organisent autour des sanctuaires et hauts lieux placés sous leur vocable et dotés de puissance de guérison. L'expérience sacrale peut aussi faire appel à des dons votifs (ex-votos représentant des membres malades, rubans de remerciement), au culte (invocations aux « bons saints » ou simples prières pour obtenir une guérison à distance), au pouvoir thaumaturge du saint par l'intermédiaire des reliques, de son image (statues, tableaux), ou par la pratique des fontaines sacrées dont ils sont titulaires. 

## Caractéristiques
Selon l'ethnologue Agnès Bernard, « l’hagiothérapie repose sur un présupposé : l’attribution à un saint — ou à la Vierge — d’un pouvoir thaumaturgique. Grâce à son intercession auprès de Dieu, le malade est sauvé. Dans le domaine des troubles mentaux, cette méthode a représenté le concurrent principal de la médecine, du Moyen Âge à la fin de l’Ancien Régime, voire dans quelques cas jusque dans le courant du XIXe siècle. Ainsi l’hagiothérapie se pratique-t-elle généralement dans le cadre d’un pèlerinage sur le lieu où sont conservées des reliques et/ou se situe une source ou une fontaine miraculeuse ».
Dans son ouvrage Se soigner autrefois, l'historien François Lebrun rappelle que les malades n'hésitaient pas à recourir simultanément au médecin (plutôt dans une certaine élite sociale), à l'empirique (praticien qui n'appartient pas à la médecine officielle, il est l'auxiliaire ou le concurrent du chirurgien de village) et aux saints guérisseurs avec le problème de ne pas souvent savoir à quel saint se vouer : « cette multiplicité de saints guérisseurs "spécialistes", la Vierge faisant office de "généraliste", pose au malade ou à sa famille la question préalable de savoir à quel saint se vouer. Si l'on est dans le doute sur la nature du mal qui est en cause et par conséquent sur l'identité du médiateur à implorer, il reste la ressource de se faire "tirer les saints", c'est-à-dire se faire indiquer le saint correspondant à la maladie. L'une des pratiques les plus courantes consiste pour la "tireuse de saints" — car c'est le plus souvent une femme — à déposer successivement à la surface d'un baquet d'eau des morceaux d'étoffe en nommant chaque fois un saint thérapeute : le morceau qui coule le plus vite désigne le bon saint ».

## Saint guérisseurs
Le saint guérisseur fait partie, avec le saint thaumaturge, le saint protecteur et le saint propitiatoire, des saints populaires (en). Dans la vie du monde rural d'autrefois, ces personnages vénérés tiennent une place importante, les travaux des champs étant rythmés sur le Calendrier des saints. Certains sont plus particulièrement honorés dans un sanctuaire dont ils sont titulaires, à plus forte raison si le lieu possède ses reliques associées le plus souvent à des rites de contact, d'attouchement ou de baiser, d'incorporation ou d'absorption. Dans certaines régions rurales, un certain nombre de ces rites se pratique encore.
Héritage parfois de survivances païennes, le culte populaire des saints guérisseurs se manifeste par le recours à ces « thérapeutes spécialisés » pour obtenir une guérison par la foi. Le pèlerinage s'accompagne de gestes rituels appropriés : rite de contact directement ou par l'intermédiaire d'un objet appartenant au malade, avec les reliques, l'image du saint, ou avec l'eau guérisseuse ; rite d'absorption ou d'incorporation ; rite d'implantation ; rite d'alliance, rite de circumambulation… Le contact plus ou moins direct entre le malade et la personne du saint décuple les chances de guérison (par rapport à la simple prière, ou même au pèlerinage thérapeutique).
L'Église, très suspicieuse dans le domaine de la guérison miraculeuse qui peut être assimilée à de la magie ou de la sorcellerie, n'a reconnu que quatorze saint auxiliaires (essentiellement priés pour leurs qualités de saints guérisseurs, leur pouvoir hagiothérapique s'étend sur tout l'éventail des pathologies) alors que la piété populaire invoque une multitude de saints guérisseurs spécialisés pour telle ou telle affection selon les régions. Les spécialisations thérapeutiques de ces saints s'expliquent généralement par un calembour à propos de leur nom et de la maladie ou de l'organe concerné, ou sont en rapport avec un épisode miraculeux de leur hagiographie ou de leur martyre, au cours duquel ils sont confrontés ou souffrent du mal dont ils sont devenus par la suite les thérapeutes : saint Christophe et sainte Barbe invoqués pour être préservé de la mort subite sans confession, saints antipesteux, saints convulsionnaires (Valentin, Jean-Baptiste), saint Lubin invoqué dans les maladies nerveuses, saint Méen contre les maladies de peau, sainte Odile pour les maux d'yeux, saint Blaise pour les maux de gorge…
Lorsque le saint est réputé pour intervenir dans la guérison d'une affection particulière, le mal porte généralement son nom.

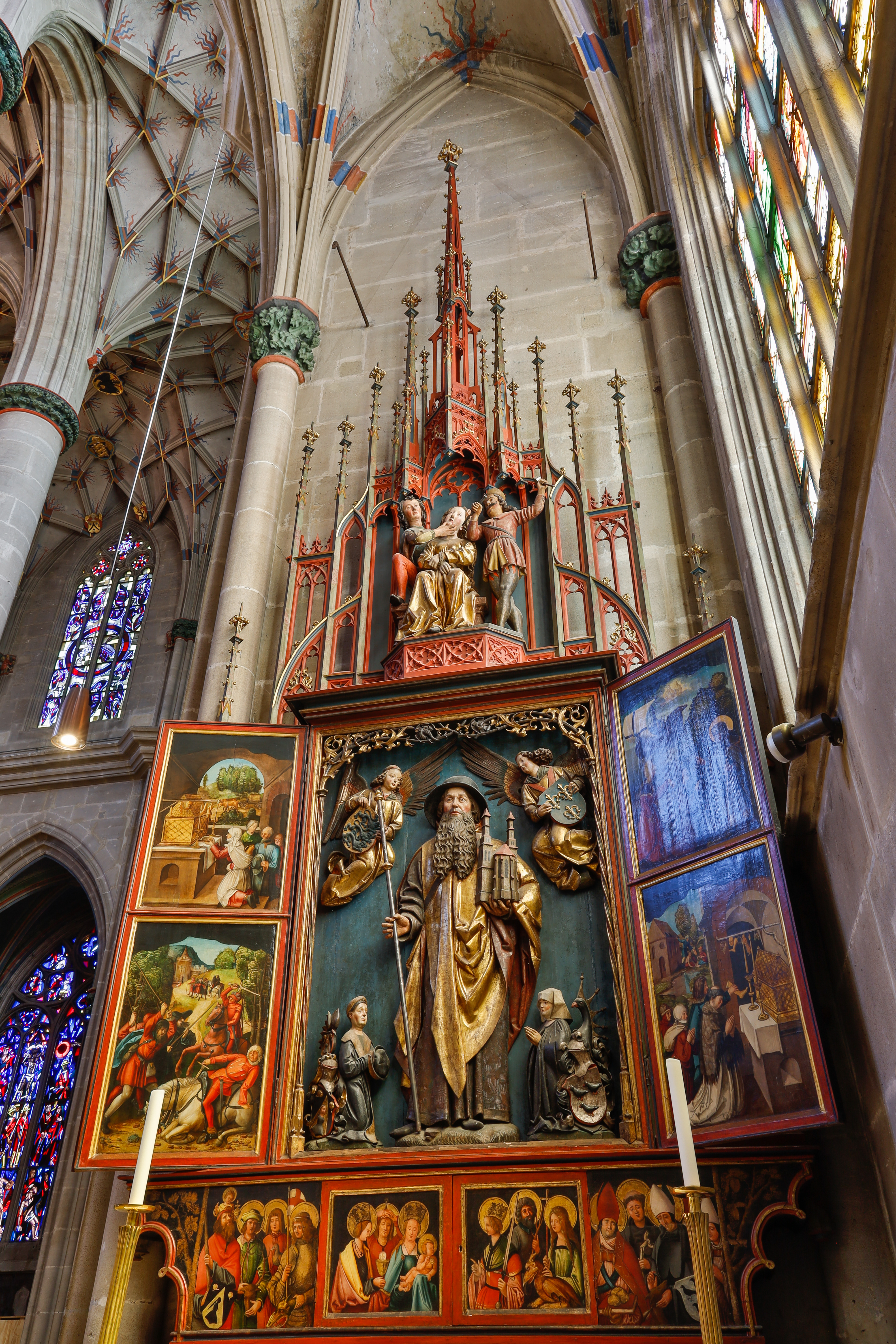
Les quatorze saint auxiliaires sont souvent représentés sur la prédelle des retables.
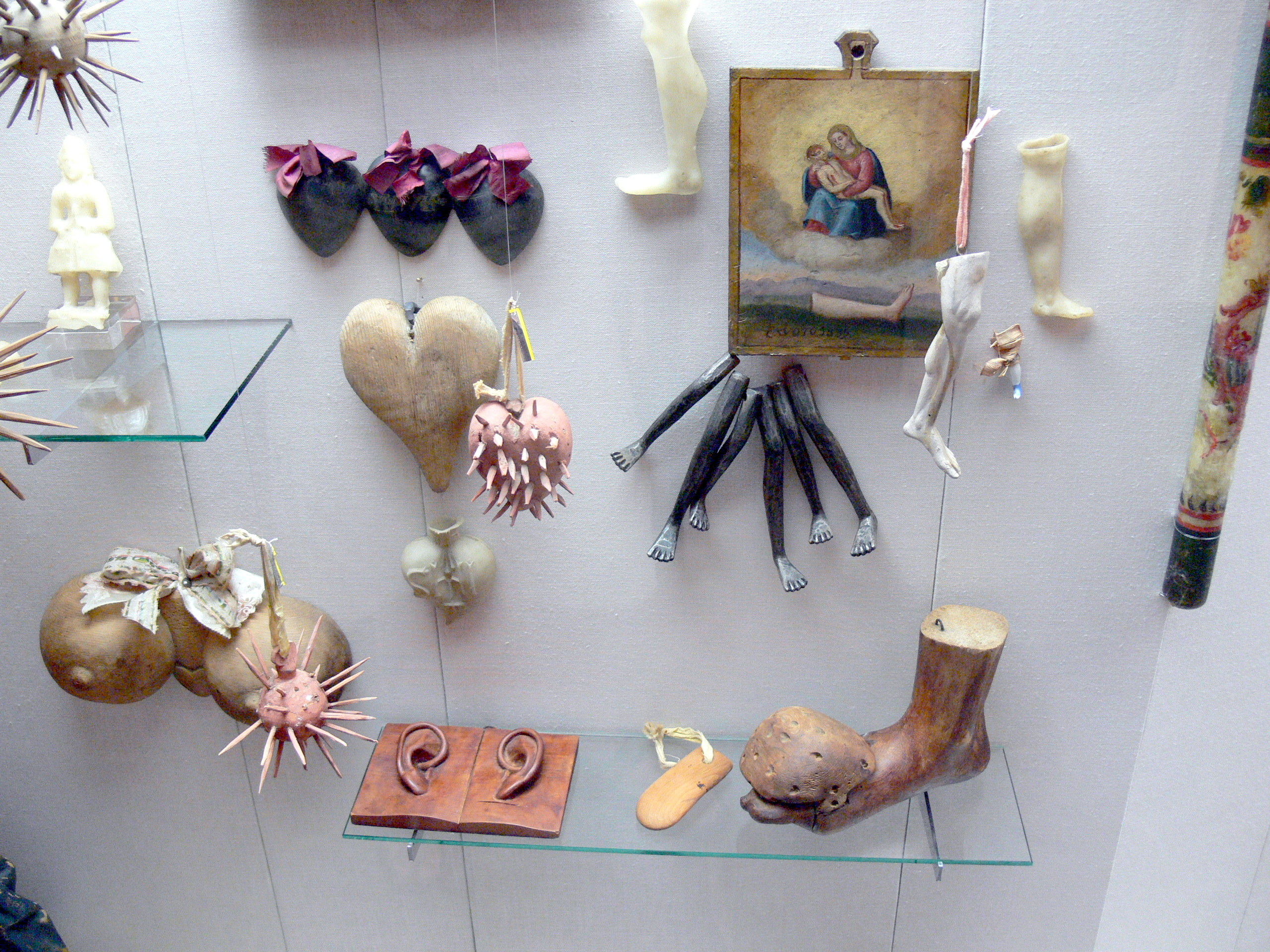
Offrandes votives pour la guérison de maladies.
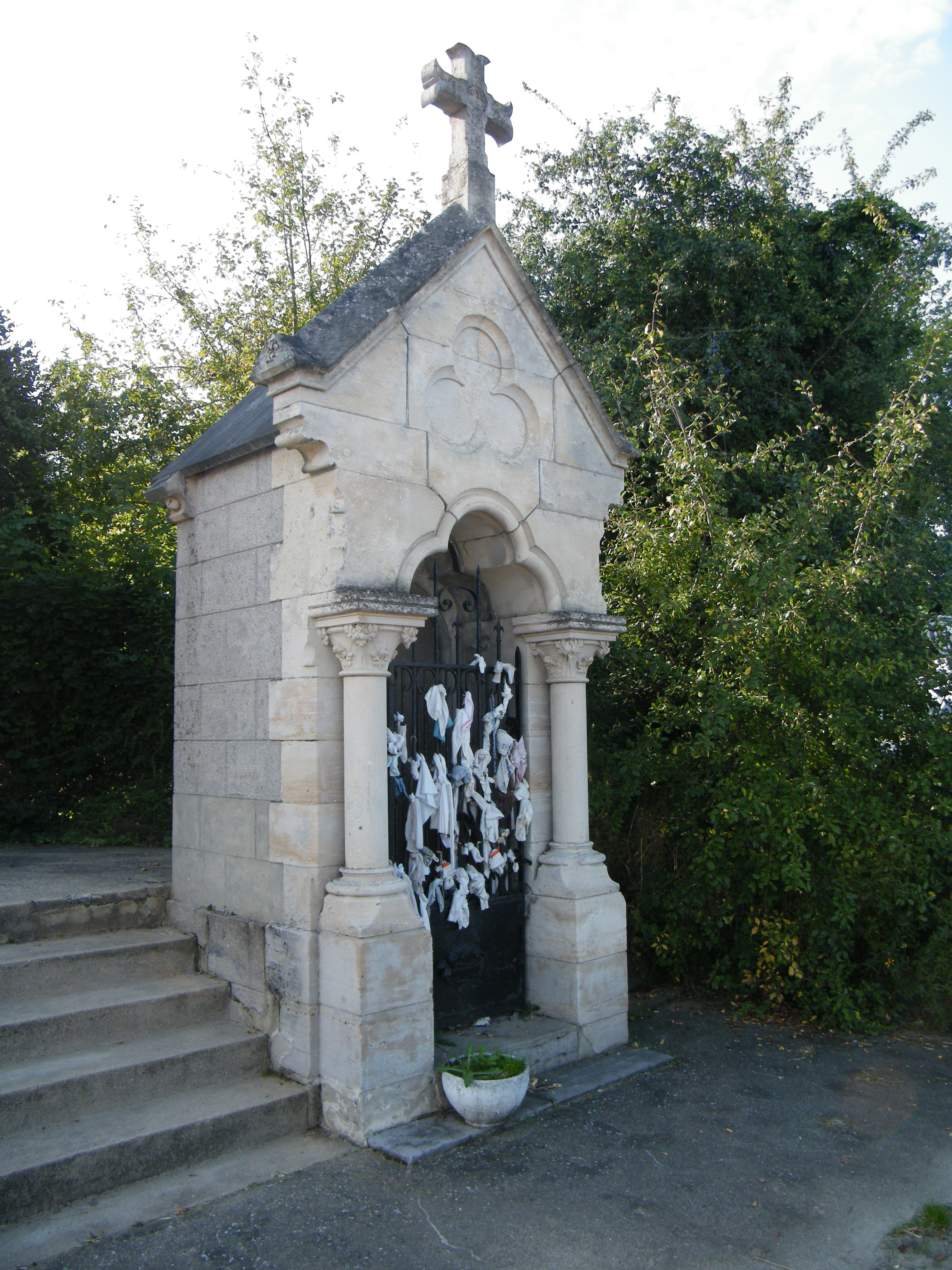
La chapelle de l'Ecce Homo à Longuemort abrite une statue porteuse de mumies[Note 8].
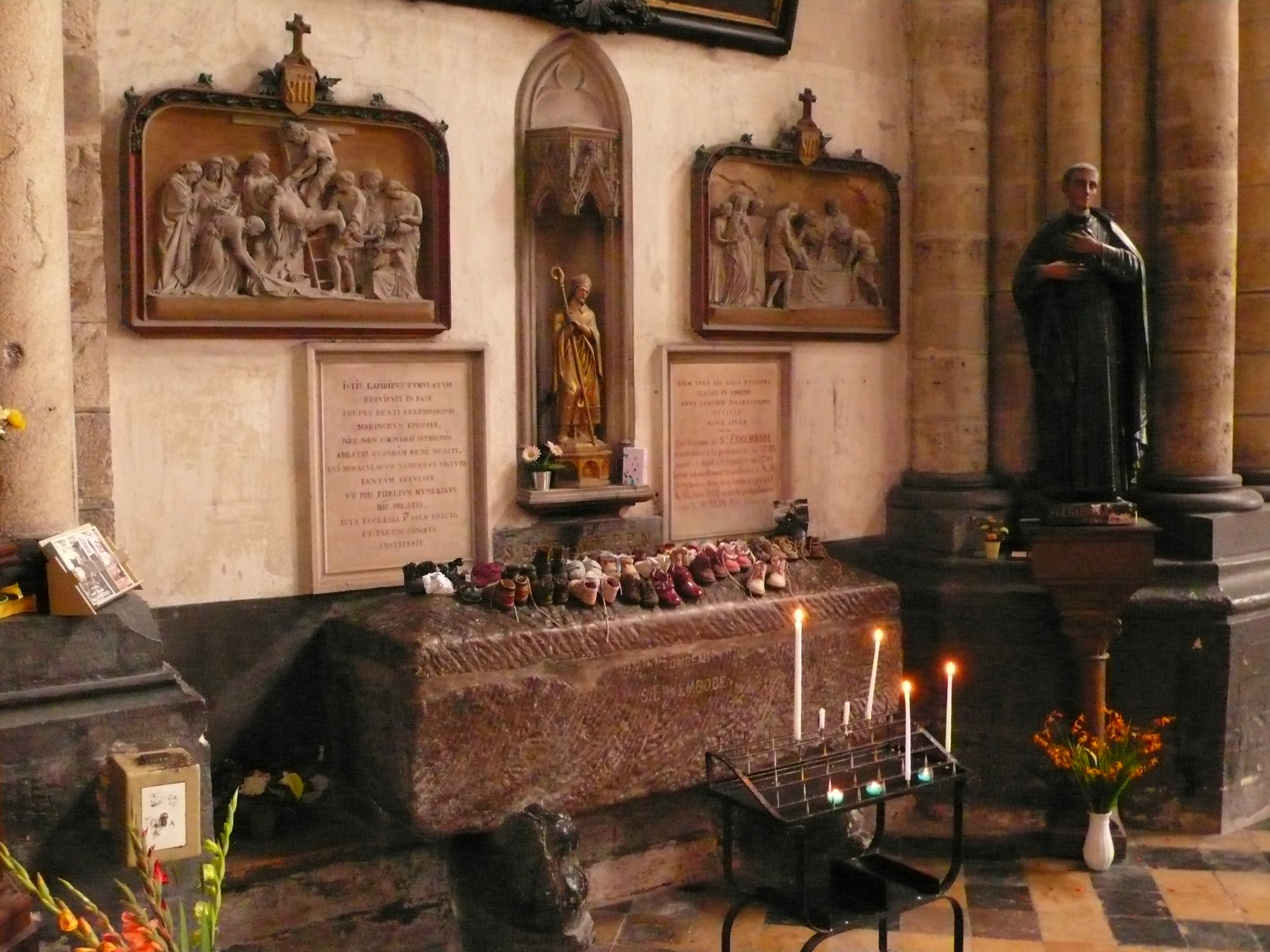
L'attouchement de l'objet sacral (ici le tombeau de Saint Erkembode dans la cathédrale de Saint-Omer) peut être si fréquent qu'il devient poli par les mains des fidèles.
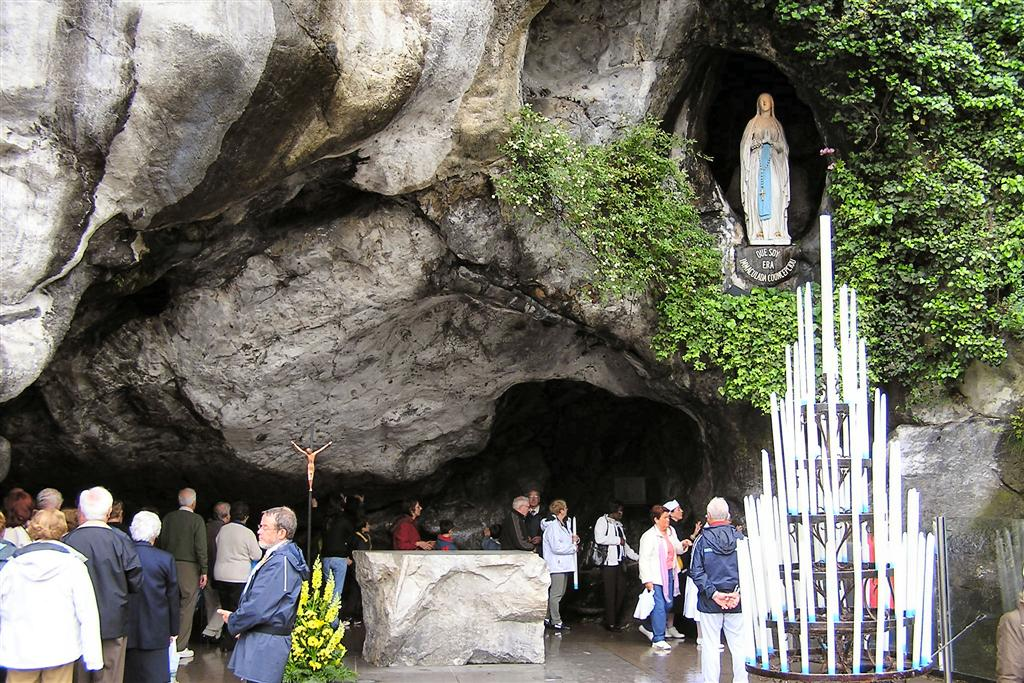
La grotte de Lourdes est également devenue lisse à la hauteur des mains des millions de pèlerins qui ont poli la paroi rocheuse.

| Saint             | Domaine thérapeutique                                                                                    |
| ----------------- | --- |
| Acaire            | humeur acariâtre                                                                                         |
| Agathe            | maux de seins                                                                                            |
| Aignan            | teigne                                                                                                   |
| Amable            | folie |
| Amiens            | érysipèle                                                                                                |
| Antoine           | ergostisme, peste, rhumatisme, zona                                                                      |
| Apollonie         | mal de dents                                                                                             |
| Barbe             | mort subite                                                                                              |
| Bernard           | difficultés respiratoires                                                                                |
| Blaise            | maux de gorge                                                                                            |
| Christophe        | mort subite                                                                                              |
| Clair et Claire   | maux d'yeux                                                                                              |
| Clément           | enfants malades                                                                                          |
| Claude            | claudication, méningite (mal Saint Claude), dépressions nerveuses                                        |
| Cloud             | clous |
| Côme et Damien    | carreau, énurésie, troubles de l'appareil digestif (gastrite)                                            |
| Denis             | maux de tête (migraines), délires, rage                                                                  |
| Eloi              | fractures occasionnées par un coup de pied de cheval, eczéma, abcès, clous, fatigue extrême              |
| Erasme            | crampes et maux d'intestin                                                                               |
| Eustache          | accidents de chasse                                                                                      |
| Fiacre            | maladies du tube digestif (coliques, constipations) et pathologies proctologiques (fistule, hémorroïdes) |
| Foy               | méningite, maux de tête                                                                                  |
| Geneviève         | érysipèle                                                                                                |
| Gilles            | boitement, cancers, maladies nerveuses                                                                   |
| Guy               | épilepsie, danse de Saint Guy, abcès dentaires, piqûres de serpent, morsures de chiens                   |
| Hélier            | dartres                                                                                                  |
| Hubert            | rage, morsures de serpents, insomnie                                                                     |
| Jacques le Majeur | rhumatisme, paralysies, verrues                                                                          |
| Laurent           | rhumatisme, paralysies, verrues, brûlures, lumbago, zona                                                 |
| Mammès            | maux de ventre des enfants                                                                               |
| Roch              | peste, malades incurables                                                                                |
| Sébastien         | peste, paralysie, fièvre, maladie contagieuse                                                            |
| Walburge          | maladies intestinales                                                                                    |